# Pathology (banda)
Pathology é uma banda americana de brutal death metal formada em 2006.

## Integrantes
Formação atual
- Dave Astor - bateria (2006-presente)
- Tim Tiszczenko - guitarra, baixo (2006-2010, 2011, 2012-presente)
- Matti Way - vocal (2008-2010, 2012-presente)

Antigos integrantes
- Ramon Mercado - vocal (2006-2007)
- Nick Gervais - guitarra (2007)
- Levi Fuselier - vocal (2008)
- Pascual Romero - vocal (2009-2010)
- Oscar Ramirez - baixo (2010-2012)
- Diego Sanchez - guitarra (2010)
- Kevin Schwartz - guitarra (principal) (2010-2013)
- James Lee - vocal (2010)
- Stephen Parker - guitarra (2011)
- Jonathan Huber - vocal (2011-2012)

## Discografia
Álbuns de estúdio
- Surgically Hacked	(2006)
- Incisions of Perverse Debauchery (2008)
- Age of Onset (2009)
- Legacy of the Ancients (2010)
- Awaken to the Suffering (2011)
- The Time of Great Purification (2012)
- Lords of Rephaim (2013)
- Throne of Reign (2014)

Singles
- "Code Injection" (2010)
- "Tyrannical Decay" (2012)